# Pygaster
Pygaster is een geslacht van uitgestorven zee-egels, en het typegeslacht van de familie Pygasteridae. Vertegenwoordigers van dit geslacht zijn slechts als fossiel bekend.

## Soorten
- Pygaster daguini Lambert, 1931 †
- Pygaster gerthi Weaver, 1931 †
- Pygaster joleaudi Besairie & Lambert, 1933 †
- Pygaster langanoides Agassiz  †
- Pygaster lourdinensis Laube, 1926 †
- Pygaster microstoma Lambert, 1933 †